# Daniel Neilson
Daniel „Dan“ Neilson (* 1. März 1990 in Cleveland, England) ist ein britischer Springreiter.

## Karriere
Neilson, der im Alter von sechs Jahren mit dem Reiten begann, gilt als einer der besten jungen Reiter Großbritanniens. Neilson ist auch sonst sehr sportlich, spielte früher in der Kreisebene Fußball, hält in seiner Gemeinde einen Hochsprungrekord, war ebenfalls in der Kreisebene als Amateurboxer erfolgreich und spielte Tennis auf hohem Niveau, letztendlich schlug sein Herz allerdings für den Reitsport. Mit 12 Jahren ritt er das erste Mal für Großbritannien. 2006 gewann er bei den Europameisterschaften der Ponyreiter mit Micklos Madnes sowohl Einzel- als auch Teamgold. 2007 gewann er im französischen Auvers die Silbermedaille der Junioren. 2008 wurde er führender Springreiter bei der Villeneuve-Loubet-Tour in Südfrankreich, außerdem gewann er in Prag Mannschaftsgold bei den Junioren. 2009 qualifizierte er sechs junge Pferde für die Horse Of The Year Show in London, gewann das 4*-Springen in Porto, seine erste Prüfung auf internationalen Senioren-Niveau, und holte Teambronze bei der Jugend-Olympiade in Australien. 2010 gewann er auf Milena vor dem damaligen Weltranglistenersten Pius Schwizer den Großen Preis von Nordrhein-Westfalen in Dortmund. Des Weiteren erritt er 2010 Erfolge in Canteleu, San Giovanni, Lissabon, Vimeiro, Portimao, Villeneuve-Loubet, Nantes und Zwolle. 2011 belegte er mit Milena beim Großen Preis von Braunschweig Platz 4. Bei den Europameisterschaften 2011 in Comporta gewann er im Team mit George Whitaker, Jason Smith und Lucy Guild die Bronzemedaille der Jungen Reiter.
Im Jahr 2013 war er bei den Nationenpreisen von Lummen und Rotterdam Teil der britischen Equipe. Bei heimischen Weltcupspringen in London wurde er mit Varo M als bester britischer Reiter Dritter.
Seit er 16 ist, lebt Neilson in Brentwood und trainiert im Stall von Jason und Katrina Moore.

## Familie
Daniel Neilson wuchs in Newcastle upon Tyne im Nordosten Englands auf. Er hat zwei Schwestern und zwei Brüder. Seine Mutter Christine war eine begeisterte Reiterin, sein Vater John ein semi-professioneller schottischer Fußballer.

## Pferde
- High Tone Z (* 1997), Schimmelstute, Vater: High Valley Z, Muttervater: Bariton
- Milena 8 (* 1997), dunkelbraune Holsteiner Stute, Vater: Caretino, Muttervater: Le Grand I, Züchter: Johannes Wolf, Besitzer: Peter Ward, bis Ende 2008 von Janne Friederike Meyer geritten.
- Pikolino, brauner Wallach, Vater: Caretino
- Chauvinist (* 2002), belgischer Fuchswallach, Vater: Vigo D'Arsouilles, Muttervater: Goldfalk, Besitzer: Celia Mason
- Attack II (* 2000), dunkelbrauner belgischer Wallach, Vater: Grandeur, Muttervater: Dam’s Sire Bonheur, Besitzer: Celia Mason
- Quannan R (* 2000), Hengst, Besitzer: Lady Harris
- Varo M, (* 2003), Fuchswallach, Vater: Pierrot, Muttervater: Weinfürst
- Ungaro